# Đầu phát siêu âm

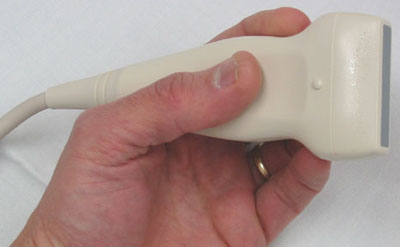
Đầu dò siêu âm dạng mảng tuyến tính, dùng trong siêu âm y khoa.

Đầu phát siêu âm hay còn được gọi là Cảm biến siêu âm (tiếng Anh: Ultrasonic transducer) là bộ phận hợp thành của thiết bị phát sóng siêu âm vào môi trường. Nó là tập hợp rộng rãi, và theo thiết kế thì có thể chia thành hai nhóm:
1. Đầu thu phát (transceiver) có chức năng vừa phát sóng vừa thu nhận tín hiệu do phản xạ ở môi trường tạo ra;
2. Đầu phát (transmitter) chỉ có chức năng phát sóng, khi dùng trong đo đạc thì làm việc cùng với nó là đầu thu (receiver) trong các thiết kế tách biệt nhau [2].

Tương tự như radar và sonar, đầu thu phát siêu âm được sử dụng trong các hệ thống thám sát đánh giá các mục tiêu trong môi trường bằng cách giải thích các tín hiệu phản xạ là chính. Dựa vào tín hiệu này sẽ tính được khoảng cách đến đối tượng khi biết tốc độ truyền sóng âm thanh trong môi trường đó. Các thiết bị có cảm biến tọa độ đầu thu phát và dùng máy tính quản lý kết quả, thì có thể cho ra hình ảnh 2D, 3D hay 4D của vùng không gian cần nghiên cứu .
Phần thu sóng có thể sử dụng chung với khối tinh thể phát sóng, do tính thuận nghịch của hiệu ứng áp điện. Song trong thiết bị cần độ chính xác tốt thì chúng được bố trí tách biệt. Những ứng dụng phức tạp thì bố trí thu sóng là dãy cảm biến bố trí thành hàng, hay mảng tuyến tính.
Các đầu phát năng lượng cao và có định hướng chùm tia phát tốt thì dùng trong thiết bị làm sạch bằng siêu âm.

## Ứng dụng và hiệu suất
Siêu âm có thể được sử dụng để đo tốc độ và hướng gió (đo tốc kế), mức chất lỏng trong bể chứa hoặc kênh dẫn, và tốc độ qua không khí hoặc nước. Để đo tốc độ hoặc hướng, một thiết bị sử dụng nhiều bộ phận cảm biến và tính toán tốc độ từ khoảng cách tương đối đến các hạt trong không khí hoặc nước. Để đo mức chất lỏng trong bể hoặc kênh và cũng như mực nước biển (thiết bị đo mực thủy triều), cảm biến đo khoảng cách đến bề mặt chất lỏng. Các ứng dụng khác bao gồm: máy tạo ẩm, kỹ thuật siêu âm, siêu âm y học, hệ thống báo động chống trộm, kiểm tra không phá hủy và sạc không dây.
Hệ thống thường sử dụng bộ biến đổi âm thanh tạo sóng âm trong khoảng siêu âm, trên 18 kHz, bằng cách chuyển đổi năng lượng điện thành âm thanh, sau đó khi nhận được sóng phản xạ, chuyển đổi sóng âm thành năng lượng điện có thể được đo và hiển thị. Công nghệ này cũng có thể phát hiện các vật thể đang tiếp cận và theo dõi vị trí của chúng.
Siêu âm cũng có thể được sử dụng để đo khoảng cách từ điểm này đến điểm khác bằng cách truyền và nhận các xung siêu âm rời rạc giữa các bộ biến đổi. Phương pháp này được gọi là Sonomicrometry, trong đó thời gian chuyển động của tín hiệu siêu âm được đo điện tử (tức là kỹ thuật số) và chuyển đổi toán học thành khoảng cách giữa các bộ biến đổi giả sử tốc độ âm thanh của chất truyền tín hiệu siêu âm là đã biết. Phương pháp này có thể rất chính xác về mặt độ phân giải thời gian và không gian vì đo thời gian bay của tín hiệu siêu âm có thể được lấy từ việc theo dõi cùng một dạng sóng gốc (nhận được) bằng cách tham chiếu đến mức tham chiếu hoặc giao điểm không. Điều này cho phép độ phân giải đo lường vượt xa bước sóng của tần số âm thanh được tạo ra bởi bộ biến đổi.

## Bộ biến đổi

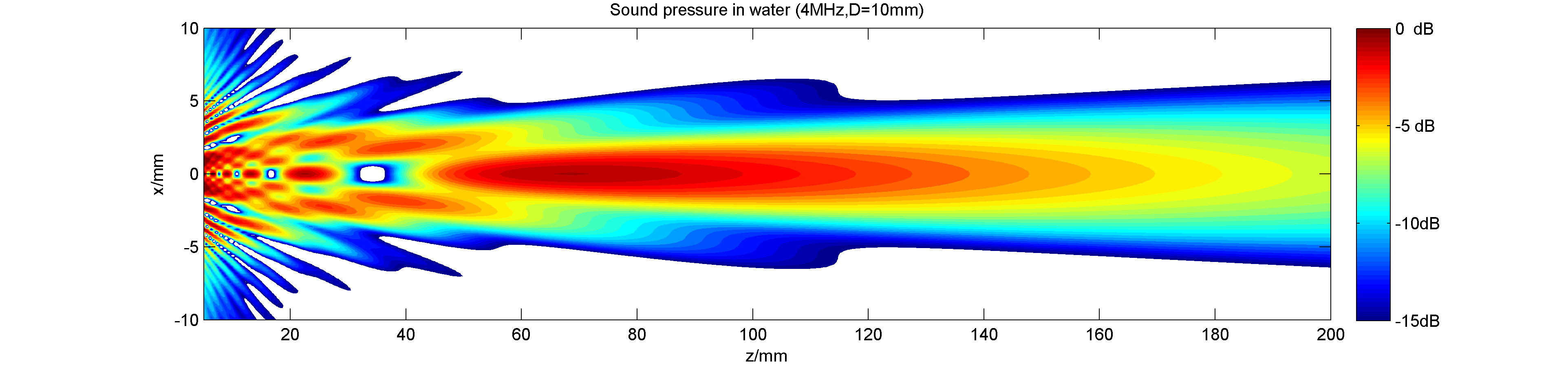
Trường âm thanh của một bộ biến đổi siêu âm không tập trung với tần số 4 MHz và chiều dài trường gần N = 67 mm trong nước. Đồ thị hiển thị áp suất âm ở mức độ dB theo tỷ lệ logarithmic.

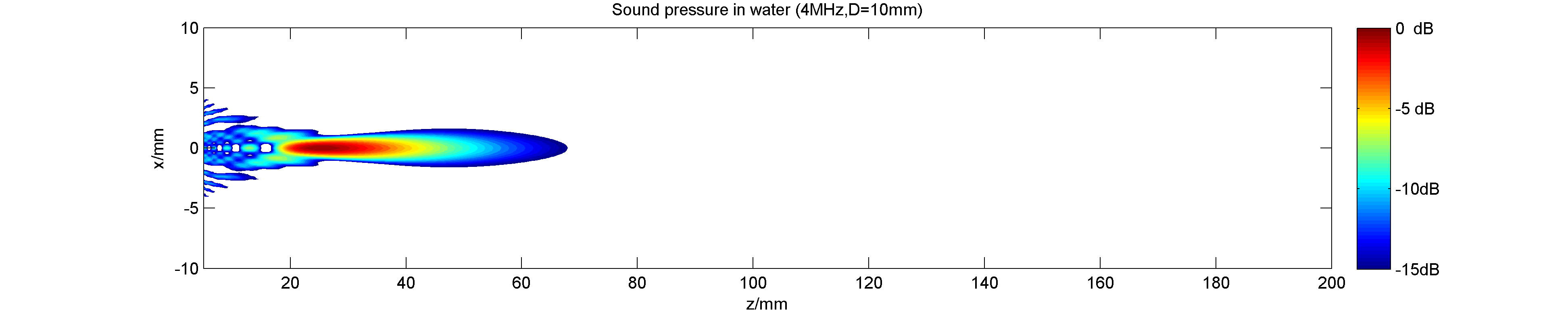
Trường áp suất âm của cùng một bộ biến đổi siêu âm (4 MHz, N = 67 mm) với bề mặt bộ biến đổi có đường cong cầu với bán kính đường cong R = 30 mm

Bộ biến đổi siêu âm chuyển đổi dòng điện xoay chiều (AC) thành âm thanh siêu âm và ngược lại. Các bộ biến đổi thường sử dụng bộ biến đổi piezoelectric hoặc bộ biến đổi điện dung để tạo ra hoặc nhận âm thanh siêu âm. Tinh thể piezoelectric có thể thay đổi kích thước và hình dạng của chúng khi áp dụng điện áp. Trong khi đó, bộ biến đổi điện dung sử dụng trường điện tĩnh giữa một màng dẻo dẫn điện và một tấm lưng.
Mô hình tia của một bộ biến đổi có thể được xác định bằng diện tích và hình dạng của bộ biến đổi hoạt động, bước sóng siêu âm và vận tốc âm thanh của chất truyền truyền. Các biểu đồ hiển thị các trường âm thanh của một bộ biến đổi siêu âm không tập trung và tập trung trong nước, rõ ràng ở các mức năng lượng khác nhau.
Vì vật liệu piezoelectric tạo ra điện áp khi có lực được áp dụng lên chúng, chúng cũng có thể hoạt động như các cảm biến siêu âm. Một số hệ thống sử dụng bộ phát và bộ nhận riêng biệt, trong khi các hệ thống khác kết hợp cả hai chức năng vào một bộ biến đổi piezoelectric đơn.
Bộ phát siêu âm cũng có thể sử dụng các nguyên tắc không phải piezoelectric, chẳng hạn như hiện tượng từ đàn hồi. Vật liệu có tính chất này thay đổi kích thước một chút khi tiếp xúc với một trường từ và tạo ra bộ biến đổi thực tế.
Một micro điện dung (micro điện đầy) có một màng mỏng phản ứng với sóng siêu âm. Sự thay đổi trong trường điện giữa màng và một tấm lưng gần nhau chuyển đổi tín hiệu âm thanh thành dòng điện, có thể được khuếch đại.
Nguyên tắc màng (hoặc màng) cũng được sử dụng trong bộ biến đổi siêu âm được gia công mới đối với MEMS (kỹ thuật gia công vi mô silicon) (MEMS) trên công nghệ silic. Sự rung động của màng có thể được đo hoặc kích hoạt điện tử bằng cách tính điện dung giữa màng và một tấm lưng gần nhau (CMUT), hoặc bằng cách thêm một lớp mỏng vật liệu piezo-điện lên màng (PMUT). Hoặc, nghiên cứu gần đây đã chỉ ra rằng sự rung của màng có thể được đo bằng một cảm biến quặng vòng quang nhỏ gọn được tích hợp bên trong màng (OMUS).
Bộ biến đổi siêu âm cũng được sử dụng trong việc nâng cấp âm.

## Sử dụng trong đo đạc độ sâu

Sơ đồ cho nguyên tắc cơ bản của kỹ thuật đo sóng vọng lại

Phương pháp này liên quan đến việc truyền sóng âm vào nước và ghi lại khoảng thời gian giữa việc phát và trở lại của một xung; thời gian bay kết quả, cùng với kiến thức về tốc độ âm thanh trong nước, cho phép xác định khoảng cách giữa sonar và mục tiêu. Thông tin này thường được sử dụng cho mục đích điều hướng hoặc để lấy độ sâu cho mục đích định vị. Khoảng cách được đo bằng cách nhân một nửa thời gian từ xung ra của tín hiệu đến khi nó trở lại với tốc độ âm thanh trong nước, xấp xỉ là 1,5 kilomet mỗi giây [T÷2×(4700 feet mỗi giây hoặc 1,5 kilômét mỗi giây )]. Đối với các ứng dụng chính xác của kỹ thuật đo sóng vọng lại, chẳng hạn như thủy đạc, tốc độ âm thanh cũng phải được đo thông thường bằng cách triển khai một đầu dò tốc độ âm thanh vào nước. Đo sóng vọng lại là một ứng dụng đặc biệt của kỹ thuật sonar được sử dụng để xác định đáy. Do đơn vị đo sâu nước trước SI là fathom, một công cụ được sử dụng để xác định độ sâu nước được gọi là fathometer. Fathometer đầu tiên thực tế được phát minh bởi Herbert Grove Dorsey và được cấp bằng sáng chế vào năm 1928.

## Sử dụng trong y học
Siêu âm y khoa được sử dụng trong y học để tạo ra hình ảnh cắt ngang của các phần khác nhau trong cơ thể. Nó có lợi thế là cung cấp hình ảnh thời gian thực, di động và không sử dụng bức xạ có hại. Tuy nhiên, nó có nhược điểm là hạn chế về lĩnh vực quan sát, yêu cầu sự hợp tác của bệnh nhân và người điều hành có kỹ năng. Các ứng dụng siêu âm di động đang trở nên phổ biến, cho phép giám sát liên tục và cảnh báo dấu hiệu bất thường.

## Sử dụng trong công nghiệp

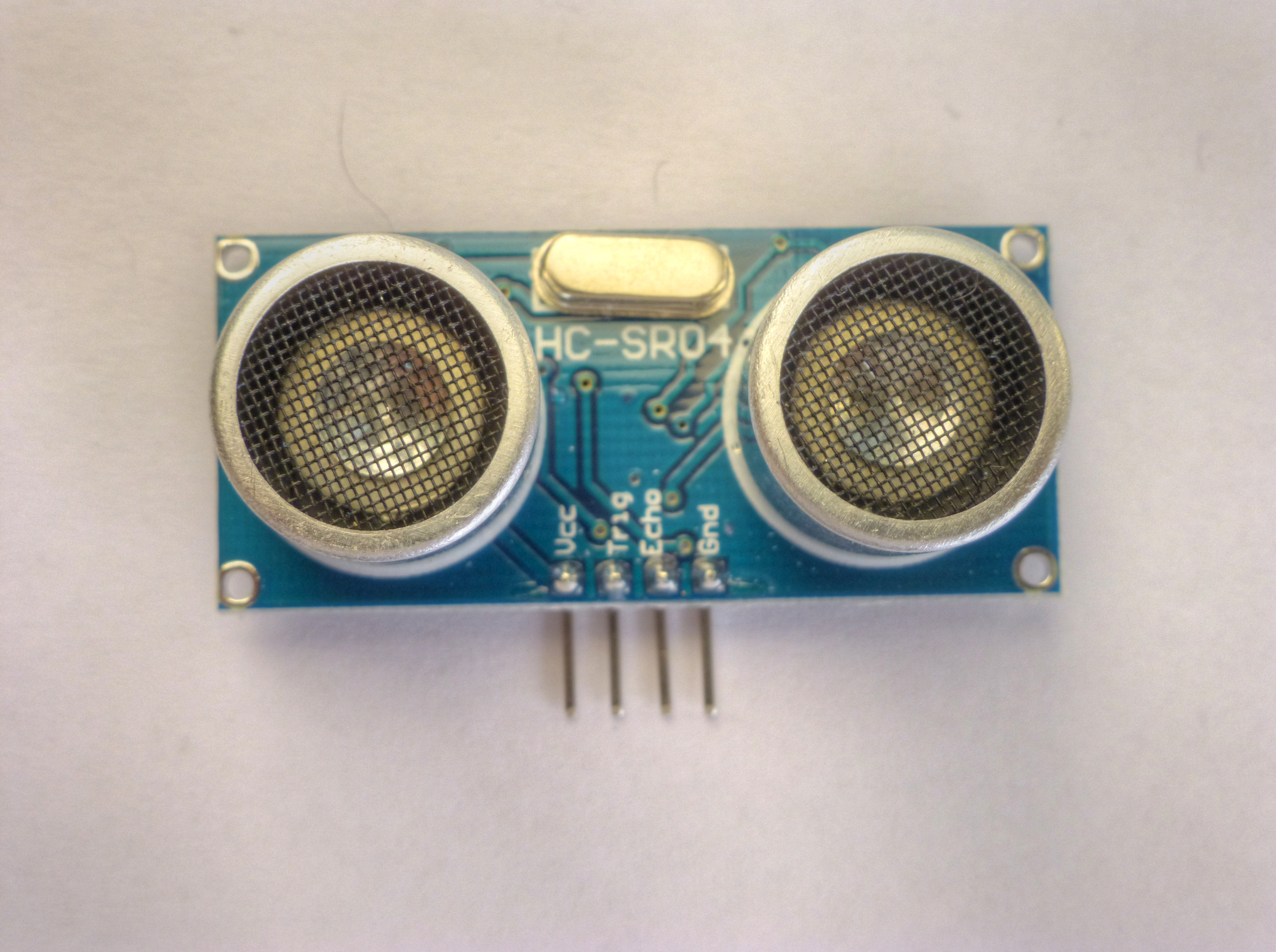
Cảm biến siêu âm là một linh kiện điện tử

Cảm biến siêu âm có thể phát hiện chuyển động của mục tiêu và đo khoảng cách đến chúng trong nhiều nhà máy tự động hóa và nhà máy chế biến. Cảm biến có thể có đầu ra kỹ thuật số bật hoặc tắt để phát hiện chuyển động của các vật thể, hoặc đầu ra analog tỷ lệ với khoảng cách. Chúng có thể phát hiện viền của vật liệu như một phần của hệ thống hướng dẫn mạng.
Cảm biến siêu âm được sử dụng rộng rãi trong ô tô như cảm biến đỗ xe để hỗ trợ người lái lùi vào bãi đỗ xe. Chúng đang được thử nghiệm cho nhiều ứng dụng ô tô khác bao gồm việc phát hiện người bằng siêu âm và hỗ trợ trong điều hướng tự động của UAV.
Bởi vì cảm biến siêu âm sử dụng âm thanh thay vì ánh sáng để phát hiện, chúng hoạt động trong các ứng dụng mà cảm biến quang học không thể làm được. Siêu âm là một giải pháp tuyệt vời cho việc phát hiện đối tượng rõ ràng và đo mức chất lỏng, những ứng dụng mà cảm biến quang học gặp khó khăn do tính trong suốt của mục tiêu. Ngoài ra, màu sắc hoặc độ phản chiếu của mục tiêu không ảnh hưởng đến cảm biến siêu âm, chúng có thể hoạt động đáng tin cậy trong môi trường có độ chói cao.
Các cảm biến siêu âm không hoạt động (passive) có thể được sử dụng để phát hiện rò rỉ khí áp cao hoặc chất lỏng, hoặc các điều kiện nguy hiểm khác tạo ra âm thanh siêu âm. Trong các thiết bị này, âm thanh từ cảm biến (microphone) được chuyển đổi xuống dải nghe của con người.
Các bộ phát siêu âm công suất cao được sử dụng trong các thiết bị làm sạch siêu âm thương mại. Một bộ chuyển đổi siêu âm được gắn trên một chảo bằng thép không gỉ được đổ dung dịch hoá chất (thường là nước hoặc isopropanol). Một sóng vuông điện được cấp cho bộ chuyển đổi, tạo ra âm thanh trong dung dịch mạnh đủ để tạo ra hiện tượng bong bóng.
Công nghệ siêu âm đã được sử dụng cho nhiều mục đích làm sạch. Một trong những mục đích đó đã được quan tâm trong thập kỷ qua là làm sạch súng bằng siêu âm.
Kiểm tra siêu âm cũng được sử dụng rộng rãi trong công nghệ vật liệu và kỹ thuật để đánh giá sự ăn mòn, các điểm hàn và khuyết tật vật liệu bằng các loại quét khác nhau.